# 裁判長!ここは懲役4年でどうすか
『裁判長!ここは懲役4年でどうすか』（さいばんちょう!ここはちょうえき4ねんでどうすか）は、北尾トロによる日本のエッセイ作品である。またはそれを原作とした日本の漫画、ドラマ、映画である。本項目では『裁判長!これで執行猶予は甘くないすか』（さいばんちょう!これでしっこうゆうよはあまくないすか）についても併せて記述する。

## 概要
殺人・強盗・覚醒剤など、法廷内ではさまざまな人間模様が繰り広げられる。実際に著者が東京地裁で傍聴した裁判の中から、印象深かったものをピックアップしたエッセイが鉄人社の雑誌『裏モノJAPAN』で連載された。それらをまとめた単行本が2003年に書籍化された。2007年には、続編となる『裁判長!これで執行猶予は甘くないすか』が出版された。
エッセイを原作とした漫画が松橋犬輔の作画により、新潮社の漫画雑誌『週刊コミックバンチ』で2007年40号より2010年35号まで連載された。2010年10月に創刊された『月刊コミックゼノン』（徳間書店）にその場を移し、『裁判長!ここは懲役4年でどうすか ぼくに死刑と言えるのか』のタイトルで、引き続き連載をしている。また、作画を担当している松橋の実弟が2009年9月2日に児童福祉法違反と売春防止法違反の罪で逮捕されたことにより、その裁判の模様が2011年3月号から7月号に渡り特別編として『裁判長!ぼくの弟 懲役4年でどうすか』と銘打って描かれた。なお、判決が出た後の弟と松橋家の様子は、同タイトルの単行本にエピローグ『その後の弟』として描き下ろされている。
2009年10月から12月まで、向井理主演でテレビドラマ化された。2010年、設楽統（バナナマン）主演で映画化され、同年11月6日より公開された。2012年1月、塩谷瞬主演で初の舞台化し、2016年10月、中村優一主演で再演された。

## 登場人物
以下の登場人物は漫画のもの。
北尾太郎
主人公。28歳。エアコンの営業マン。ふとしたことから裁判傍聴の虜になる。基本的にストーリーは彼の視点で描かれる。
美和
女子大生。何事にもクールで動じない性格だが、冷たいというわけではない（ただし鉄平は除く）。中学生の時、近所に住んでいたおじさんとおばさんが強盗に殺されるという事件が起こる。裁判の場で犯人は一貫して殺意を否定していたが、その醜い本性を検事が暴く。これを見ていた美和は検事に感謝を述べ、自身も検事を目指すようになった。
舞岡さゆみ
太郎の大学時代の後輩。当初は傍聴することに抵抗を感じていたが、初めての傍聴でその考えを改め、傍聴仲間となる。後半から出番が減り、ほとんど登場しなくなった。
シゲさん
ベテランの傍聴マニア。常に腰が低く誰に対しても敬語を用いる老人。過去の事件の資料や新聞の切り抜きをカバンに詰めて持ち歩いている。傍聴初心者だった太郎に傍聴のコツをいろいろ手ほどきする。実はヤクザだった過去があり、その界隈では凄腕として名の知れた存在だった。しかし、妻の体調が悪化したのを機に引退し、まっとうに生きるようになる。
川崎鉄平
美和と同じ法律サークルの後輩。かなりの女好きでスケベ。被告人の名前のかわいらしさや傍聴人の容姿を基準に傍聴する裁判を選択するなど、基本的に女性目当て。当初は美和に片想いをしており、北尾太郎を一方的に恋敵と決めつけ敵視していたが、北尾が舞岡さゆみとつき合っていると思い込むようになってからは普通に接するようになった。北尾と二人で傍聴することが多くなり、その女好きな性格を呆れられている。
千原ジュニア
第4巻で作画の松原との対談が収録された後、第5巻の一エピソードに傍聴者として本人役で登場。また、同話は千原ジュニアが実際に体験した傍聴エピソードを元としている。
星川梨沙子
女検察官。29歳。美人だが生粋のドSであり、被告に対して軽い言動で接しつつ本質を突いた質問（詰問）を繰り出す。周囲には気づかれないように被告の耳元で「バッカじゃないの」と言い放ったことがある。これらのやり口から不運にも大抵の被告は心が折られてしまう。漫画版最終巻では、巻末に桃子との幼少期を描いた短編が収録されており、当時から「悪事を暴くこと」にはうるさい性格だったことが明かされた。
星川桃子
女弁護士。29歳。星川梨沙子の双子の妹で、姉を「お姉」と呼んでいる。姉とは逆に天使のように優しく、その手腕を発揮して被告の情状酌量を周囲に訴える。姉とは意見がぶつかることもあり、北尾たちからも「姉妹の中は悪そう」と思われていたが、別に不仲というわけではない。

## 書籍

### エッセイ
裁判長!ここは懲役4年でどうすか
単行本のタイトルは「裁判長!ここは懲役4年でどうすか―100の空論より一度のナマ傍聴」。
- 単行本（鉄人社、2003年11月12日、ISBN 4-9900730-3-7）
- 文庫本（文春文庫、2006年7月10日、ISBN 4-16-767996-5）

裁判長!これで執行猶予は甘くないすか
- 単行本（文藝春秋、2007年4月15日、ISBN 978-4-16-367560-2）
- 文庫本（文春文庫、2009年1月9日、ISBN 978-4-16-775336-8）

### 漫画
- 松橋犬輔 『裁判長!ここは懲役4年でどうすか』 新潮社（BUNCH COMICS） 全13巻
  1. 2007年12月8日発売、ISBN 978-4-10-771369-8
  2. 2008年3月8日発売、ISBN 978-4-10-771384-1
  3. 2008年6月9日発売、ISBN 978-4-10-771405-3
  4. 2008年9月9日発売、ISBN 978-4-10-771419-0
  5. 2008年12月9日発売、ISBN 978-4-10-771443-5
  6. 2009年4月9日発売、ISBN 978-4-10-771476-3
  7. 2009年5月9日発売、ISBN 978-4-10-771482-4
  8. 2009年8月8日発売、ISBN 978-4-10-771503-6
  9. 2009年10月9日発売、ISBN 978-4-10-771519-7
  10. 2010年2月9日発売、ISBN 978-4-10-771546-3
  11. 2010年5月8日発売、ISBN 978-4-10-771566-1
  12. 2010年8月9日発売、ISBN 978-4-10-771583-8
  13. 2010年10月9日発売、ISBN 978-4-10-771596-8
- 松橋犬輔 『裁判長!ぼくの弟懲役4年でどうすか』 徳間書店（ゼノンコミックス） 全1巻
  1. 2011年6月20日発売、ISBN 978-4-19-980021-4
- 松橋犬輔 『裁判長!ここは懲役4年でどうすか ぼくに死刑と言えるのか』 徳間書店（ゼノンコミックス） 既刊2巻（2014年12月現在）
  1. 2011年7月20日発売、ISBN 978-4-19-980028-3
  2. 2012年3月19日発売、ISBN 978-4-19-980071-9

## テレビドラマ
『傍聴マニア09〜裁判長!ここは懲役4年でどうすか〜』（ぼうちょうマニアぜろきゅう - ）は、2009年10月23日（22日深夜）より12月25日（24日深夜）まで毎週木曜日23:58 - 翌0:38に、読売テレビ制作・日本テレビ系列の「木曜ナイトドラマ」枠で放送された。向井理は、本作が連続ドラマ初主演となる。今作では一話完結形式に戻り、話数は「COURT-○（COURTは「法廷、裁判」の意味）」と表記される。
キャッチコピーは「裁判長! ぼくたち、ここまで夢中になっていいすか?」。
なお、原作の漫画とは登場人物の名前や設定が一部異なる他、舞岡さゆみ・川崎鉄平に相当する役は登場しない。
2010年3月19日にDVD-BOXが発売された。

### キャスト

#### 傍聴マニア
北森夫（きた もりお）〈27〉
演 - 向井理
長野県出身。高校卒業後に上京し、サラリーマンをしていたがクビになり、現在はフリーター。ひょんなことから傍聴の魅力にとりつかれ、裁判を通して自分の生き方を顧みることもある。鶴見の妻・由貴に人の不幸を見るのがそんなに楽しいのかと言われたため、傍聴をやめる決意をした矢先、早川の裁判で裁判員に選ばれる（裁判員5番）。美和と山野と和解した後、業務用エアコンのメンテナンス会社・栄進テックに再就職。3年後には主任となり、仕事の傍ら、傍聴を続けている。原作の北尾太郎に相当する。
織田美和（おだ みわ）〈21〉
演 - 南明奈
法学部の大学生。高校生の時、小さい頃から仲良くしてくれた蒲田夫妻が犠牲となった強盗殺人事件の真実を知るために、親戚の勧めで裁判を傍聴した際、被告である根岸の嘘を看破した星川を見て、彼女のような検察官を目指すようになる（この時、当時司法試験合格を目指していた山野とも出会っている）。女性関係者や性的事件に興奮する北や山野の頭を模範六法で殴ることがしばしば。3年後に検事となり、星川の下で仕事をしている。原作の美和に相当する。
山野鳥夫（やまの とりお）〈45〉
演 - 六角精児
通称・ヤマさん。四半世紀傍聴している傍聴オタクで、女性の検事や被告にコメントをつけたり、性的な事件に偏った感想を抱くなど多少エロい面がある。子供の頃から神童と呼ばれ、中学・高校時代は成績がずっとトップだった（中学時代のあだ名は「練馬の聖徳太子」）。大学を首席で卒業してからは、弁護士を目指し司法試験を10年間受験したが合格しなかった。村田弁護士とは司法試験に向けて勉強していた頃からの旧知の仲である。甘いものが好き。原作のシゲさんに相当する。

#### 東京地方検察庁・検事
- 星川梨沙子 - 吉田羊（COURT-01・04・05・07・09・10）
「地裁のクールビューティー」と呼ばれるやり手の美人検事。
- 曽根検事 - 野本光一郎（COURT-01・02）
- 迫田真一 - 佐伯新（COURT-03・06）
- 赤羽徹 - ふるごおり雅浩（COURT-03）
- 加賀見智也 - 斎藤歩（COURT-08）
- 検事 - 原田治（COURT-08・10）

#### 東京地方裁判所・裁判官
- 松戸裁判官 - 野元学二（COURT-01・02・05・07）
- 函南憲治 - 森田ガンツ（COURT-02・08）
- 裁判官 - 牧村泉三郎（COURT-03）
- 勝田裁判官 - 遠藤たつお（COURT-04・05）
- 水戸裁判官 - 野村信次（COURT-04）
- 藤沢裁判官 - 朱源実（COURT-06・08）
- 裁判官 - ちょーすけ（COURT-08・09・10）
- 坂口範夫 - 佐戸井けん太（COURT-10）

#### 弁護士
- 江口正 - 二階堂智（COURT-01）
- 鎌倉茂七 - 左右田一平（COURT-02）
- 松永貴子 - 伊藤裕子（COURT-03）
- 岩木正次 - 伊藤克信（COURT-04）
- 村田健治 - 遠山俊也（COURT-05）
- 鹿島文雄 - 伊東孝明（COURT-05）
- 弁護士 - ちょーすけ（COURT-05）、原田治（COURT-05）
- 豊田百合子 - 秋山奈津子（COURT-06）
- 小高弁護士 - 市橋正光（COURT-07）
- 本広直之 - 矢柴俊博（COURT-08）
- 太田隆文 - 雑賀克郎（COURT-09）
- 馬場真知子 - 松永玲子（COURT-10）

#### 純喫茶オシラス
- マスター - 加島潤
- 水森 - 井上佳子

#### ゲスト
COURT-01 「強制わいせつ罪のリアル」
- 白石透 - 忍成修吾
- 町田和代 - 三谷悦代
- 木村正信 - 柳憂怜
- 遠山愛 - 中村有沙
- 木村加奈 - いしのようこ
- 木村ミナ - 海老沢るな
- 警備員 - 桜井聖

COURT-02 「不倫OL恐喝事件の真相」
- 松田誠子 - 牧野ステテコ
- 進藤カレン - 高橋順子
- 姫野由紀 - 千葉ペイトン
- 山田恵 - 穂花
- 男子高校生 - 峯崎雄太
- 三崎カオリ - 森下千里
- 逗子信彦 - 小林隆

COURT-03 「キャバ嬢ストーカー裁判」
- 田浦進一 - 近藤公園
- 水谷桃花 - 松本まりか
- 謎の男 - 浦川さとし
- キャバクラ「ラビィ」のオーナー - 中島真一

COURT-04 「人気スター覚せい剤裁判」
- 宮崎勇 - 北田啓次
- 組員 - 岡けんじ、横山悠葵
- 田中五郎 / エイゼンシュタイン - 滝藤賢一
- 楢橋 - 伊崎充則
- 山田雄二 / ショスタコ - 高野八誠

COURT-05 「美人医大生謎の猟奇殺人」
- 芹沢夕美 - 前田亜季（幼少期：松浦愛弓）
- 茅ヶ崎哲也 - 小林且弥
- 生田はるか - 山田真由子
- 芹沢清明 - 浅野和之

COURT-06 「黙秘する殺人犯は同級生」
- 右田玲 - 宮地真緒
- 狭山知樹 - 永岡佑
- 宮原真紀 - 李千鶴
- AVの監督 - 本井博之
- AVのスタッフ - ちょーすけ、原田治
- 右田奈津美 - 岡まゆみ

COURT-07 「運命を変えた裁判」
- 久保貴史 - 徳山秀典
- 瑛美 - 摩耶
- 美和の親戚のおじさん - 浦川さとし
- 警官 - ちょーすけ、原田治
- 根岸徹 - 柄本時生
- 蒲田益恵 - 落合ひとみ
- 蒲田弘明 - きたろう

COURT-08 「法廷中が涙した究極愛」
- 中野俊也 - 日比大介
- 小倉栄次 - 大堀こういち
- 根府川省造 - 不破万作（若き日：やべきょうすけ）
- 根府川雅子 - りりィ（若き日：吉本菜穂子）
- 塚口 - もてぎ弘二
- 傍聴席の高校生 - 宮里駿
- 少年 - 秋田樹
- 少年の母 - 井上厚子

COURT-09 「援助交際が生んだ悲劇」
- 鶴見康志 - 木下ほうか
- 鶴見由貴 - 蜷川みほ
- 鶴見真里菜 - 我妻三輪子
- ミカ - 吉谷彩子
- 大山と待ち合わせた女子高生 - 朝倉みかん
- 賭け傍聴をしていた男 - 山本浩司、山本圭祐
- 真鶴 - 明石鉄平
- 沼津 - 渡来敏之
- 鶴見とミカが待ち合わせた公園にいたカップルの男 - 豊島歩
- 神山 - 前田健

COURT-10 「裁判員も傍聴もやめる!」
- 早川勝 - 井坂俊哉
- 井口健三 - 福井博章
- 裁判員1番・水野 - 五頭岳夫
- 裁判員2番・大西 - おかやまはじめ
- 裁判員3番・高橋 - 乙黒えり
- 裁判員4番・三島 - 飯田基祐
- 裁判員6番・桜井 - 山口みよ子
- 監察医・土井達郎 - 花ヶ前浩一
- スポーツ力学教授・湯浅延彦 - 松田ジロウ
- 事務官 - ちょーすけ
- 係員 - 小久保寿人、重松宗隆
- 北の部下 - 平山和宏

### スタッフ
- 原作 - 松橋犬輔・北尾トロ「裁判長!ここは懲役4年でどうすか」（新潮社・週刊コミックバンチ）
- 脚本 - 田村孝裕、山岡真介
- 音楽 - 松本晃彦
- 演出 - 本田隆一、佐野達也・仁木啓介（テレビマンユニオン）
- 主題歌 - NICO Touches the Walls ｢かけら -総べての想いたちへ-」（Ki/oon Records Inc.）
- チーフプロデューサー - 田中壽一、加藤義人（テレビマンユニオン）
- プロデューサー - 岡本浩一、杉田浩光・小林みつこ（テレビマンユニオン）
- 制作プロダクション - テレビマンユニオン
- 制作 - ytv（読売テレビ）

### 放送日程
| COURT | 放送日         | サブタイトル           | 被告人     | 被害者            | 脚本     | 演出     |
| ----- | -------------- | ---------------------- | ---------- | ----------------- | -------- | -------- |
| 01    | 2009年10月23日 | 強制わいせつ罪のリアル | 白石透     | 町田和代          | 田村孝裕 | 佐野達也 |
| 01    | 2009年10月23日 | 強制わいせつ罪のリアル | 木村正信   | 遠山愛            | 田村孝裕 | 佐野達也 |
| 02    | 2009年10月29日 | 不倫OL恐喝事件の真相   | 松田誠子   | －                | 田村孝裕 | 佐野達也 |
| 02    | 2009年10月29日 | 不倫OL恐喝事件の真相   | 進藤カレン | －                | 田村孝裕 | 佐野達也 |
| 02    | 2009年10月29日 | 不倫OL恐喝事件の真相   | 姫野由紀   | －                | 田村孝裕 | 佐野達也 |
| 02    | 2009年10月29日 | 不倫OL恐喝事件の真相   | 山田恵     | 生徒A             | 田村孝裕 | 佐野達也 |
| 02    | 2009年10月29日 | 不倫OL恐喝事件の真相   | 三崎カオリ | 逗子信彦          | 田村孝裕 | 佐野達也 |
| 03    | 2009年11月06日 | キャバ嬢ストーカー裁判 | 田浦進一   | 水谷桃花          | 田村孝裕 | 本田隆一 |
| 04    | 2009年11月12日 | 人気スター覚せい剤裁判 | 宮崎勇     | －                | 山岡真介 | 本田隆一 |
| 04    | 2009年11月12日 | 人気スター覚せい剤裁判 | 田中五郎   | －                | 山岡真介 | 本田隆一 |
| 05    | 2009年11月20日 | 美人医大生謎の猟奇殺人 | 芹沢夕実   | 生田はるか        | 山岡真介 | 仁木啓介 |
| 06    | 2009年11月26日 | 黙秘する殺人犯は同級生 | 右田玲     | 狭山知樹          | 田村孝裕 | 本田隆一 |
| 07    | 2009年12月03日 | 運命を変えた裁判       | 久保貴史   | 瑛美              | 山岡真介 | 仁木啓介 |
| 07    | 2009年12月03日 | 運命を変えた裁判       | 根岸徹     | 蒲田弘明 蒲田益恵 | 山岡真介 | 仁木啓介 |
| 08    | 2009年12月10日 | 法廷中が涙した究極愛   | 中野俊也   | －                | 田村孝裕 | 本田隆一 |
| 08    | 2009年12月10日 | 法廷中が涙した究極愛   | 小倉栄次   | －                | 田村孝裕 | 本田隆一 |
| 08    | 2009年12月10日 | 法廷中が涙した究極愛   | 根府川省造 | 根府川雅子        | 田村孝裕 | 本田隆一 |
| 09    | 2009年12月18日 | 援助交際が生んだ悲劇   | 鶴見康志   | 女子高生A         | 田村孝裕 | 仁木啓介 |
| 10    | 2009年12月25日 | 裁判員も傍聴もやめる!  | 早川勝     | 井口健三          | 田村孝裕 | 本田隆一 |

- COURT-01はプロ野球セントラル・リーグクライマックスシリーズ第2ステージ第2戦の中継が延長されたため、30分遅延の金曜0:28開始。
- COURT-03はプロ野球日本シリーズ第5戦の中継が延長されたため、15分遅延の金曜0:13開始。
- COURT-05はグラチャンバレー2009男子の中継が延長されたため、10分遅延の金曜0:08開始。
- COURT-09は『NEWS ZERO』がFIFAクラブワールドカップの特集放送により10分延長されたため、10分遅延の金曜0:08開始。
- COURT-10は『ぐるナイ最終ゴチ聖夜にクビ決定なんてさよならスペシャル!!』放送のため、30分遅延の金曜0:28開始。

### スピンオフドラマ『検察官・星川梨沙子 最大の危機』
公式サイトで配信されているスピンオフドラマ。星川を主人公としているが、北・美和・山野は登場しない。

#### あらすじ
住居不法侵入の被告人・長崎を追及する星川だが、あることがキッカケで長崎に嘘つき呼ばわりされてしまう。星川はこの窮地をどう乗り切るのか?

#### キャスト（スピンオフ）
- 星川梨沙子 - 吉田羊
- 松戸裁判官 - 野元学二
- 長崎徳夫  - 伊藤竜也

#### スタッフ（スピンオフ）
- 原作 - 松橋犬輔・北尾トロ「裁判長!ここは懲役4年でどうすか」（新潮社・週刊コミックバンチ）
- 脚本 - 山岡真介
- 音楽 - 松本晃彦
- チーフプロデューサー - 田中壽一
- 演出・プロデューサー - 岡本浩一
- 制作プロダクション - テレビマンユニオン
- 制作 - ytv

| 読売テレビ 木曜ナイトドラマ           | 読売テレビ 木曜ナイトドラマ                                                   | 読売テレビ 木曜ナイトドラマ                              |
| 前番組                                | 番組名                                                                        | 次番組                                                   |
| ------------------------------------- | ----------------------------------------------------------------------------- | -------------------------------------------------------- |
| 猿ロック （2009年7月23日 - 10月15日） | 傍聴マニア09 〜裁判長!ここは懲役4年でどうすか〜 （2009年10月23日 - 12月25日） | 連続ドラマ小説 木下部長とボク （2010年1月15日 - 4月1日） |

## 映画
『裁判長!ここは懲役4年でどうすか』は、2010年11月6日に公開された日本映画。漫画を原作としたテレビドラマ版とは異なり、エッセイを原作としている。設楽統は本作が映画初主演となる。相方の日村勇紀も映画に出演する他、スピンオフドラマ『裁判長!トイレ行ってきていいすか』で初主演する。
キャッチコピーは「傍聴、無料。立ち見、不可。」

### キャスト（映画）
- 南波タモツ - 設楽統（バナナマン）…ライター。須藤に依頼されて、裁判傍聴をする羽目になる。一度だけ最初に書いた裁判モノの映画の脚本でヒットした事があるが、それ以降はコンビニエンスストアに置いてあるようなエロ雑誌のライターをしている。クールな性格で、客観的に人を見られる。一応ライターなだけあって、雑学も詳しい。流されやすい部分もあり、傍聴マニアの集いに参加したり、キャバクラに行くなどアクティブだが、基本的に面倒な事は嫌いであり、まだまだ傍聴マニアとは言えず、さらにマリリンに傍聴を注意された事でしばらく傍聴を辞める。しかし西村のある事がきっかけで奮起する。
- 長谷部真理 - 片瀬那奈…マリリンと呼ばれる検事。美人だがどSな部分があり、裁判を見た南波ですらドキッとして心を奪われた。「実際にSMクラブの女王様として働いている」と噂があり、たまたま南波が長谷部を見かけて追いかけたところ、本当にSMクラブに入って行き驚くも、実際はとある事情があり、どSな性格もそのことから来ていることを南波が知る。
- 西村幸吉 - 螢雪次朗…傍聴マニア。「ウォッチメン」の最年長で10年ほど傍聴している。特にこだわりはないが、ある夢があるため傍聴を続けている。とても絵が上手く、記事などをスクラップしている。
- 谷川哲也 - 村上航…傍聴マニア「ウォッチメン」のメンバー。裁判官マニアであり、裁判長に詳しい。眼鏡をかけており、酔っ払うとハイテンションになるうざキャラだが、普段はインテリっぽい風貌でスーツ。弁護士も詳しい。
- 永田邦明 - 尾上寛之…傍聴マニア「ウォッチメン」のメンバー。赤いパーカーを愛用し、茶髪気味で30代過ぎあたり。チャラチャラしてそうだが、発言はまとも。女好きで、裁判所に関わる女性なら加害者でもイラスト付きでメモしている。
- 須藤光子 - 鈴木砂羽…映画プロデューサー。昔南波が担当した映画が好きで「裁判員制度が始まった今年から裁判の映画が増える」と予測し、南波に脚本を依頼する。仕事はなかなか出来るタイプで、前年にプロデュースした映画二本はそこそこヒットした。基本のテーマは「愛と感動」でいかにも夢見がちな女性が好きそうな作品を好む。リアクションが大きすぎて、南波が心の中で「この人バカなんじゃねぇの？」と思うほど。

#### 402号法廷
- 大垣検察官 - 寺田体育の日（大川興業）
- 田村弁護士 - 鉄板■魔太郎（大川興業）
- 伊藤被告 - 原田裕章
- 藤枝裁判官 - 廣川三憲

#### 529号法廷
- 寺尾検察官 - 竹財輝之助
- 佐々木弁護士 - 一本気伸吾
- 木島被告 - 汐見ゆかり

#### 302法廷
- 鬼島検察官 - 永井秀樹
- 田崎被告 - 坂口征夫
- 水谷裁判官 - 佐藤真弓

#### 529号法廷
- 野崎弁護士 - 久保田磨希
- 松岡被告 - 古賀清
- 被害者・高橋 - 市川しんぺー

#### 666号法廷
- 暴力団組長 - 杉作J太郎
- 組員A - 三好宏明（大川興業）
- 組員B - 渡邉絋平

#### 529号法廷
- 平原検察官 - 平田満
- 横内被告 - 辻修
- 伊藤裁判官 - 西沢仁太

#### 402号法廷
- 加瀬検察官 - 小村裕次郎
- 金子被告 - 川元文太（ダブルブッキング）

#### 302号法廷
- 伊吹検察官 - 奥瀬繁
- 高松被告 - 堀井茶渡
- 森裁判官 - 前田健
- 被害者の父 - 長野克弘
- 被害者の母 - 千葉雅子
- 裁判員A - 高谷甚史
- 裁判員B - 菊井亜希
- 裁判員C - モト冬樹

#### 簡易裁判所・302号法廷
- 滝沢検察官 - 廻飛雄
- 村田弁護士 - 黒田俊幸（ダブルブッキング）
- 宮武被告 - 飯田孝男

#### ×××号法廷
- 主人公の男 - 佐藤貢三
- 主人公の妻 - 目黒真希
- 先輩社員 - 綿貫正市
- 後輩社員 - 駿河太郎
- 検察官 - 小川弘訓
- 弁護士 - 安岡直
- 裁判長 - 北尾トロ
- 加藤検察官 - 児島功一

#### 533号法廷
- 藤田被告 - 日村勇紀（バナナマン）

#### 637号法廷
- 川崎被告 - 河崎実

#### 高等裁判所
- 岡山検察官 - 政岡泰志
- 剣崎弁護士 - 堀部圭亮
- 小川祐也被告 - 木村了
- 国枝裁判官 - 大石吾朗
- 小川咲子 - 松浦佐知子
- 支援グループリーダー - 佐藤智幸
- 剣崎弁護士事務所・及川秘書 - 徳永えり

#### 裁判所の気になる人物
- 延吏 - 橋本一郎
- 係官A - 辻本耕志（フラミンゴ）
- 係官B - 海野 孝太（ランチランチ）
- 金髪スカート男 - 阿曽山大噴火（大川興業）

#### タモツの仲間たち
- 4年1組担任教師 - 西山繭子
- 後藤 - イマニヤスヒサ
- 亜梨沙 - 落合恭子
- 香里奈 - 秋田真琴
- 夏希晃 - 斉藤工

### スタッフ（映画）
- 原作 - 北尾トロ「裁判長!ここは懲役4年でどうすか」（鉄人社 / 新潮文庫）
- 監督 - 豊島圭介
- 脚本 - アサダアツシ
- 製作 - 佐竹一美、北川直樹、日下部孝一、原田学、日下部圭子
- 主題歌 - BARBEE BOYS「ごめんなさい」（エピックレコードジャパン）
- プロデューサー - 宇田川章
- アソシエイトプロデューサー - 杉山剛、片山宣、篠原祐一
- 撮影 - 木村信也
- 照明 - 尾下栄治
- 美術 - 福田宣
- 録音 - 永口靖
- 編集 - 相良直一郎
- VFX - 鹿角剛司
- スタイリスト - 新崎みのり
- ヘアメイク - 清水ちえこ
- キャスティング - 田端利江
- 助監督 - 塩崎遵
- 制作担当 - 道上巧矢
- 制作プロダクション - ダブ
- 製作 - 「裁判長!ここは懲役4年でどうすか」制作委員会（ダブ、ソニー・ミュージックエンタテインメント、ゼアリズエンタープライズ、角川コンテンツゲート、マコトヤ）
- 助成 - 文化芸術振興費補助金
- 配給 - ゼアリズエンタープライズ
- 配給協力 - マコトヤ

### DVD（映画）
- 裁判長!ここは懲役4年でどうすか（アニプレックス、2011年5月25日発売）
- 裁判長!トイレ行ってきていいすか（アニプレックス、2010年10月27日発売）

## 舞台

### 2013年版
『裁判長! ここは懲役4年でどうすか The Stage（- ザ・ステージ）』のタイトルで、2012年1月25日から29日まで全労済ホールスペース・ゼロで上演された。
2012年4月25日にDVDが発売される予定だったが、発送直前に製品の不備が見つかり、発売延期となった。
2012年8月13日に発売中止がオフィシャルブログにて発表された。

#### キャスト（舞台・2012年）
- 塩谷瞬
- 長谷部優
- 藤田玲
- 黒坂真美
- 浅倉一男
- 飯尾和樹（ずん）
- やす（ずん）
- 石田佳名子
- 今井久美子
- 妹川華
- 岩井七世
- 大浦冬華
- 剛州
- 沢口千恵
- 中村英香
- 平子悟
- 岡安章介（ななめ45°）
- 土谷隼人（ななめ45°）
- 氏神壱番（友情出演）
- 楠田敏之（特別出演）

#### スタッフ（舞台・2012年）
- 原作：北尾トロ「裁判長!ここは懲役4年でどうすか」（鉄人社 / 新潮文庫）
- 演出・脚本：舘川範雄
- 演出助手：平子悟
- 演出補佐：佐藤直樹
- 舞台監督：小林武
- 音響：川西秀一
- 照明：百々恵生
- 美術：島川とおる
- 衣装：松竹衣裳
- ヘアメイク：瀬戸智賀子
- 音楽：あいあい、林清
- 稽古場司会：飯尾和樹
- プロデューサー：林清、藤崎淳
- 企画・制作・主催：バードランドミュージックエンタテインメント、アクロス エンタテインメント

### 2016年版
『裁判長!ここは懲役4年でどうすか 2016』のタイトルで、2016年10月19日から23日まで全労済ホールスペース・ゼロで上演された。
2017年2月3日にDVDが発売された。

#### キャスト（舞台・2016年）
- 北尾友弘 - 中村優一
- 勝村日向 - 石田晴香
- 段田誠 - 宮原将護
- 木暮透 - 宮下雄也
- 市原沙織 - 水木ゆうな
- 橘春子 - 仁藤萌乃、佐藤すみれ（ダブルキャスト）
- 安田憲一 - 髙﨑俊吾
- 荻野啓介 - 上田堪大
- 浅野一夫 - 浅倉一男
- 榊匡記 - 林田航平
- 西嶌亮 - 田村和也
- 春日部雄一郎 - 帆世雄一
- 春日部ひばり - 渡辺瞳
- 吉原典子 - 柚木美咲
- 高林剛士 - 並木秀介
- 野宮浩 - 高田舟
- 安田佳恵 - 細谷レナ
- 岸谷忠 - 浦坂佳右
- 大江千尋 - 大野愛
- 関淑子 - 浜辺マル子
- 小田島公基 - 嶋村太一
- 橘秋介 - 藤田玲

#### スタッフ（舞台・2016年）
- 原作：北尾トロ
- 脚本・演出：塩田泰造
- 美術：島川とおる
- 音響：川西秀一
- 照明：阿部将之
- ヘアメイク：安田有里
- 舞台監督：伊藤清一
- 制作：池朋美
- 票券：坂裕美
- 音楽：Rin-say
- プロデューサー：はやしきよし、藤﨑淳、中﨑裕介
- 企画・制作・主催：バードランドミュージックエンタテインメント、アクロス エンタテインメント、ぴあ